# Elaine Barrie
Elaine Barrie (née Jacobs; 16 de julio de 1915 – 1 de marzo de 2003) fue una actriz estadounidense que actuó en varias películas y en una obra de Broadway. Fue la cuarta y última esposa del actor John Barrymore.

## Biografía
Barrie era hija de un viajante de comercio llamado Louis Jacobs. Afirmó haberse enamorado de Barrymore en 1931, cuando tenía 16 años, después de ver su película, el clásico Svengali. Lo conoció cuando, siendo estudiante de segundo curso en el Hunter College, visitó su habitación de hospital con el pretexto de que necesitaba entrevistar a un famoso para un trabajo de clase. Se casaron en 1936 en Yuma, Arizona, pero el matrimonio fue difícil y finalmente se divorciaron en 1940.
En 1937, poco antes de su divorcio definitivo, fue demandada por E. K. Nadel para impedir que apareciera en How to Undress in Front of Your Husband, de Dwain Esper, alegando que el título tenía derechos de autor de Sherill C. Coben.
Se trasladó a Puerto Príncipe, Haití hacia 1958 y trabajó como diseñadora de bolsos. Vivió en Haití un número indeterminado de años antes de regresar a Estados Unidos. Barrie murió en Nueva York a los 87 años.

## Filmografía
| Año  | Título                                  | Papel         | Notas                                                   |
| ---- | --------------------------------------- | ------------- | ------------------------------------------------------- |
| 1937 | How to Undress in Front of Your Husband | Elanie        | Cortometraje, (acreditada como Elanie Barrie Barrymore) |
| 1937 | How to Take a Bath                      | Sin confirmar | Cortometraje                                            |
| 1939 | Midnight                                | Simone        | (último papel cinematográfico)                          |